# Pink 4CD Boxset
Pink 4CD Boxset è il primo album raccolta della cantautrice americana Pink.

## Tracce
CD 1
1. Split Personality
2. Hell Wit Ya
3. Most Girls
4. There You Go*
5. You Make Me Sick
6. Let Me Let You Know
7. Love Is Such a Crazy Thing
8. Private Show
9. Can't Take Me Home
10. Stop Falling
11. Do What U Do
12. Hiccup
13. Is It Love
14. There You Go (Sovereign Mix)
15. Most Girls (X Men Vocal Mix)

CD 2
1. Get the Party Started
2. 18 Wheeler
3. M!ssundaztood
4. Dear Diary
5. Eventually
6. Just Like a Pill
7. Family Portrait
8. Misery
9. Respect
10. Don't Let Me Get Me
11. Gone to California
12. Lonely Girl
13. My Vietnam

CD 3
1. Trouble
2. God Is a DJ
3. Last to Know
4. Tonight's the Night
5. Oh My God
6. Catch Me While I'm Sleeping
7. Waiting for Love
8. Save My Life
9. Try Too Hard
10. Humble Neighborhoods
11. Walk Away
12. Unwind
13. Feel Good Time
14. Love Song
15. Interview with Pink

CD 4
1. Stupid Girls
2. Who Knew
3. Long Way to Happy
4. Nobody Knows
5. Dear Mr. President
6. I'm Not Dead
7. Cuz I Can
8. Leave Me Alone (I'm Lonely)
9. U + Ur Hand
10. Runaway
11. The One That Got Away
12. I Got Money Now
13. Conversations With My 13 Year Old Self
14. Fingers
15. Centerfold
16. I Have Seen The Rain